# Schwedenschanze (Vlotho)

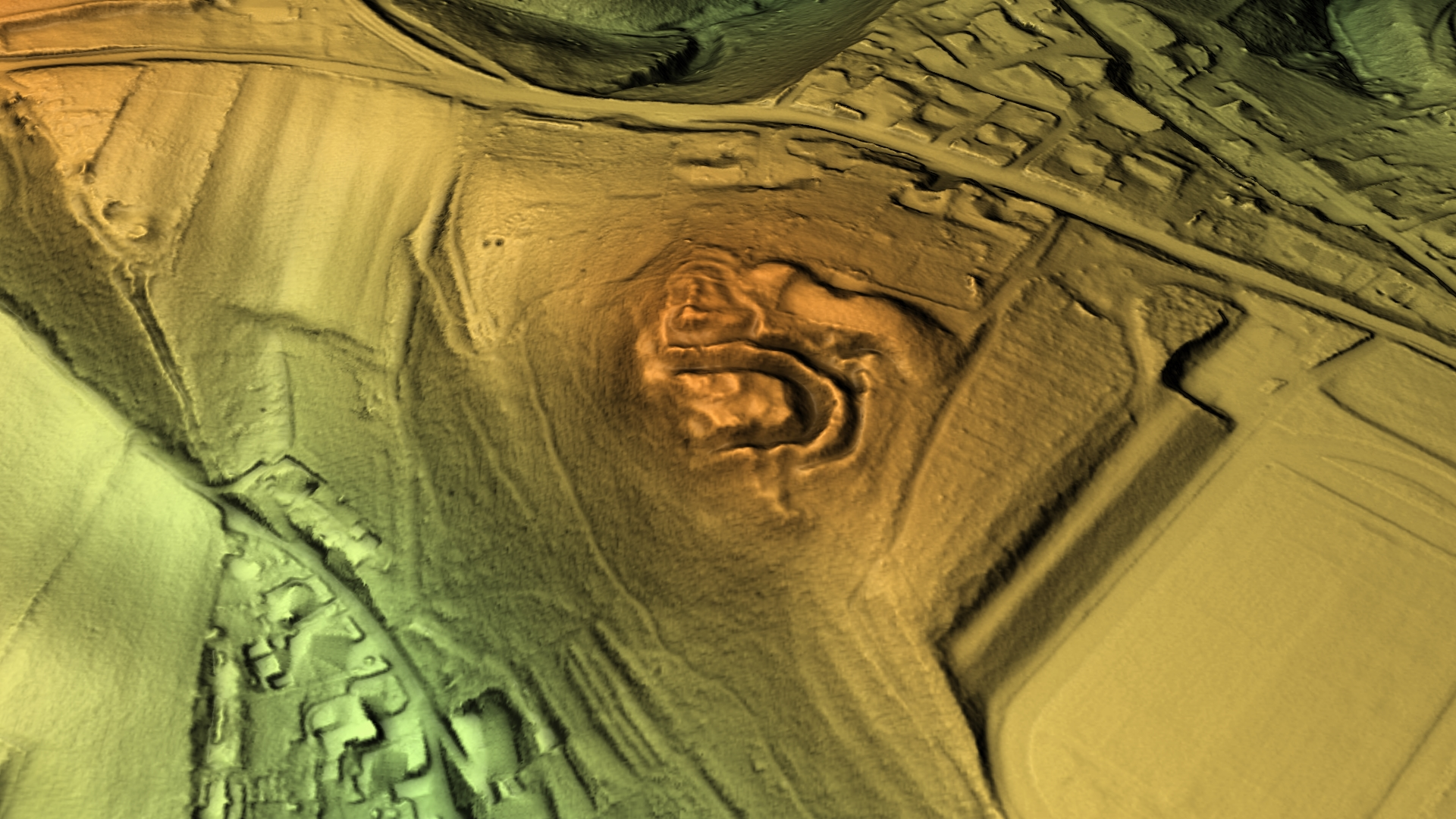
3D-Ansicht des digitalen Geländemodells

Die Schwedenschanze liegt etwa 500 Meter nordwestlich der Burg Vlotho auf dem Amtshausberg, einem spornartigen Ausläufer der Ebenöde, in der ostwestfälischen Stadt Vlotho im Kreis Herford in Nordrhein-Westfalen. Von der als Bodendenkmal erfassten Anlage sind heute noch gut erkennbare Gräben und Wälle erhalten.

## Beschreibung

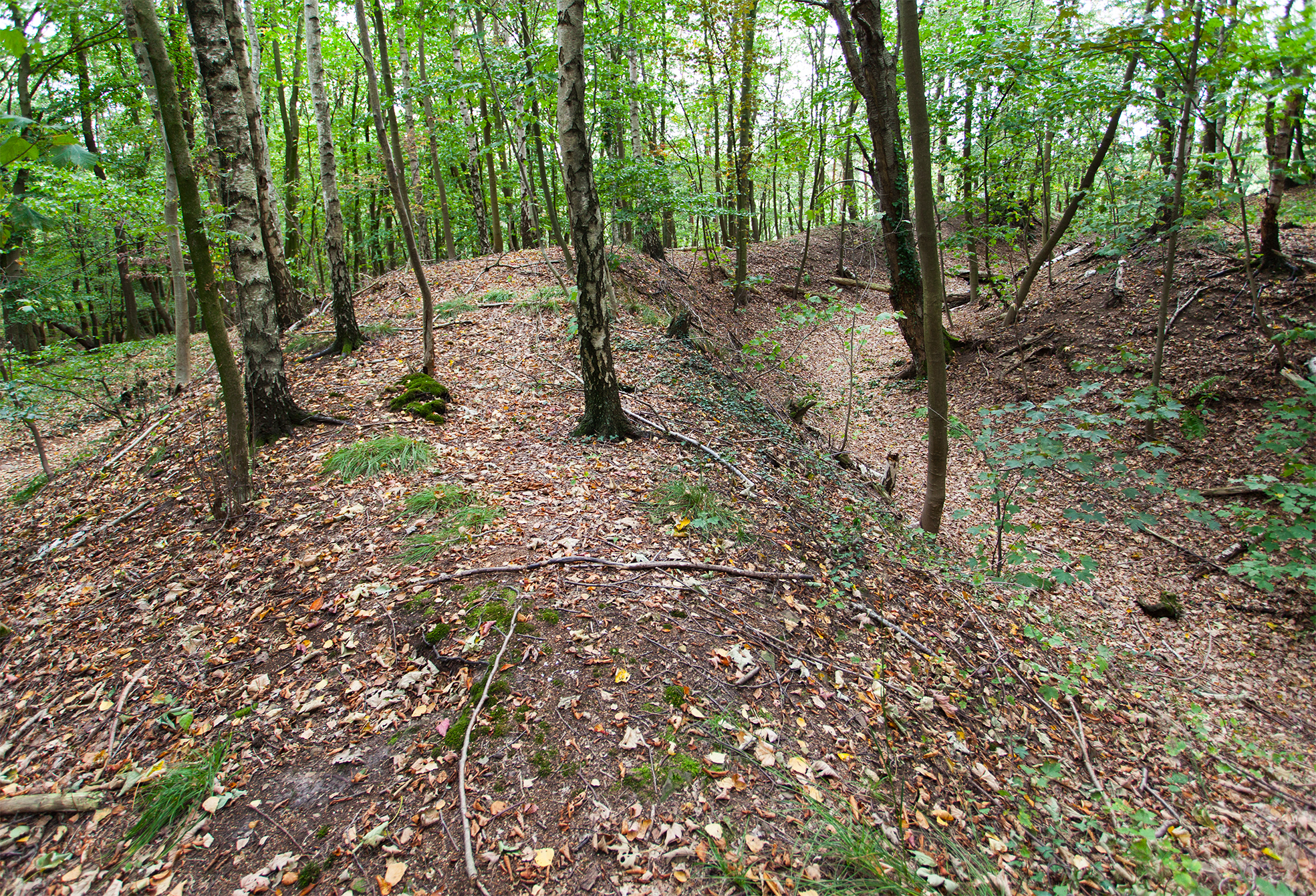
Die Schwedenschanze in Vlotho

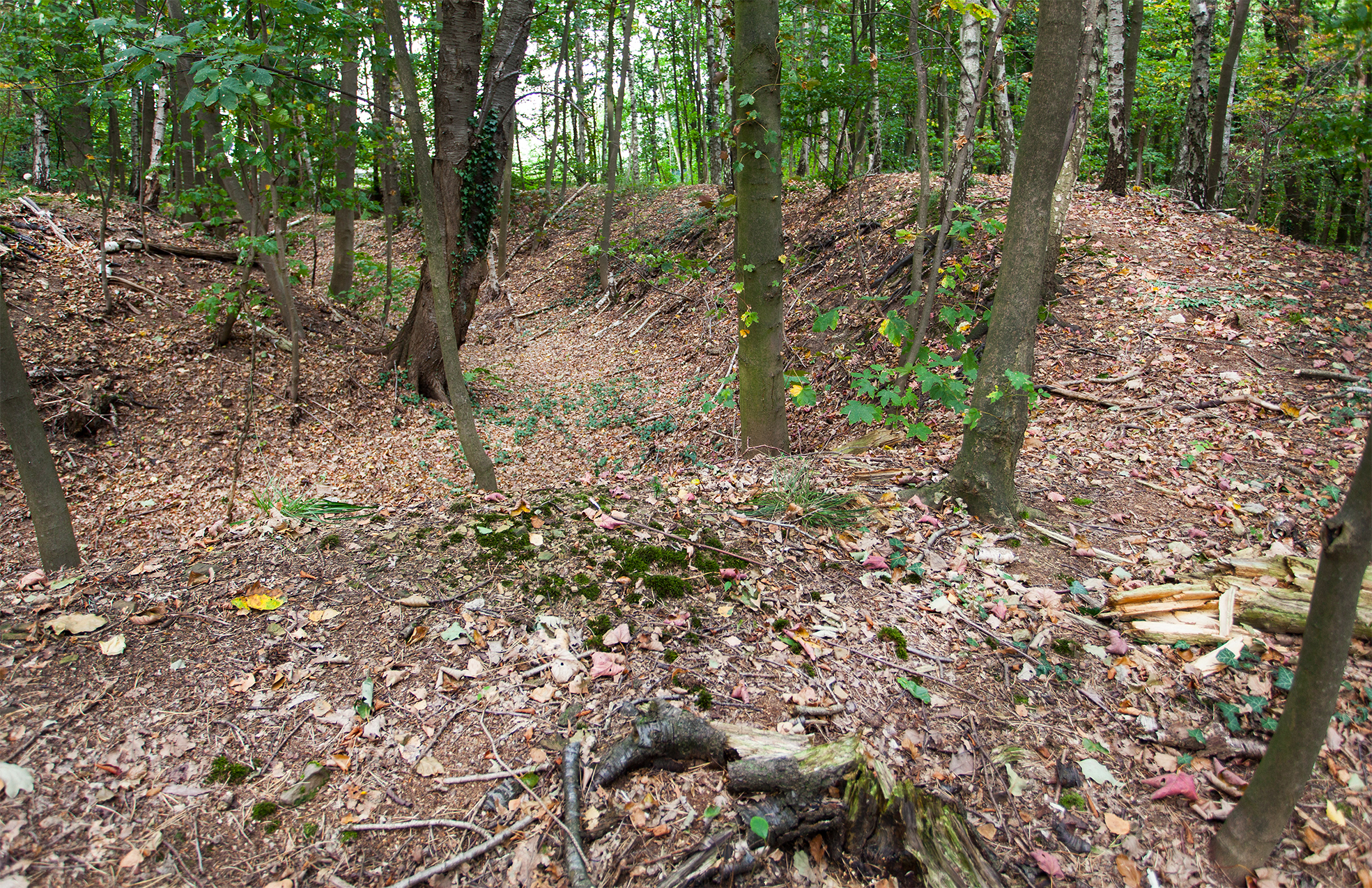
Die Schwedenschanze in Vlotho

Die komplexe Wall- und Grabenbefestigung der Schwedenschanze besteht aus zwei kleineren, zusammenhängenden Erdwerken.
Der vermutlich ältere, im Süden liegende Teil der Anlage besteht aus einem ca. 25 m × 21 m großen Plateau, das von einem U-förmigen Doppelgraben mit Erdwall umschlossen wird. Im Nordwesten des Plateaus ist eine leicht erhöhte Fläche von ca. 13 m × 9 m erkennbar. Der westliche Teil der Anlage grenzt an einen natürlichen Steilhang und macht dort eine Wallung überflüssig.
Im Norden liegt das wahrscheinlich jüngere Erdwerk, welches den Außengraben des älteren Teiles unterbricht. Es besteht aus einer ca. 40 m × 20 m großen, stufigen Plattform, die von einem Graben mit Außenwall an drei Seiten umgeben wird, während die Nordseite ungeschützt bleibt.

## Deutung
Da die Vlothoer Schwedenschanze bislang noch nicht archäologisch erforscht wurde, sind die Funktion und das Alter der Anlage ungeklärt. Es gibt Vermutungen, dass die Anlage im Dreißigjährigen oder Siebenjährigen Krieg entstanden ist. Ebenso könnte die Anlage zur Verteidigung der Burg Vlotho, als nordwestlicher Flankenschutz, gedient haben. Eine Erbauung der Anlage durch Schweden kann ausgeschlossen werden. Die Bezeichnung Schwedenschanze ist eine übliche, wenn auch irreführende volkstümliche Betitelung, wie sie recht häufig bei Anlagen verwendet wird, deren Ursprung man nicht genau kennt.